# Joanne King (actrice)
Pour les articles homonymes, voir Joanne King et King.
Joanne King est une actrice irlandaise née le 20 avril 1983 à Dublin.
Elle joue le rôle de Jane Boleyn, vicomtesse Rochford, la belle-sœur d'Anne Boleyn, au côté de Jonathan Rhys-Meyers et de Natalie Dormer, dans la série Les Tudors.

## Filmographie
- Casualty
- Les Tudors